# Carré magique d'inverses de nombres premiers
 (mars 2022).
Un carré magique d'inverses de nombres premiers est un carré magique qui peut être obtenu en écrivant sur {\displaystyle p} lignes successives le développement décimal des divisions de {\displaystyle 1/p}, {\displaystyle 2/p} ... {\displaystyle (p-1)/p}. Le plus petit nombre à avoir cette propriété est le 19.

## Explication
En mathématiques, un inverse est le nombre 1 divisé par un autre nombre (aussi appelé fraction unitaire), comme 1/3 ou 1/7. En base 10, le reste, et donc les chiffres, de 1/3 se répètent une fois : 0,3333… Néanmoins, la période répétitive du développement décimal de 1/7 est de six chiffres = 0,142857142857142857… De façon fortuite, les multiples de 1/7 sont des permutations cycliques de ces six chiffres :
1/7 = 0, 1 4 2 8 5 7…

2/7 = 0, 2 8 5 7 1 4…

3/7 = 0, 4 2 8 5 7 1…

4/7 = 0, 5 7 1 4 2 8…

5/7 = 0, 7 1 4 2 8 5…

6/7 = 0, 8 5 7 1 4 2…
Si ces chiffres sont disposés dans un carré, chaque ligne et chaque colonne donneront la même somme, en l'occurrence 1+4+2+8+5+7=27. Les diagonales ne donnant cependant pas 27, il ne s'agit pas d'un carré magique.

1 4 2 8 5 7

2 8 5 7 1 4

4 2 8 5 7 1

5 7 1 4 2 8

7 1 4 2 8 5

8 5 7 1 4 2

Tous les autres inverses de nombres premiers en base 10 avec une période maximum p-1 produisent des carrés dans lesquels toutes les lignes et les colonnes ont une somme identique, mais seuls quelques uns constituent des carrés magiques.

## Carré magique d'inverses de 19
Dans le carré produit à partir de 1/19, avec la période maximale de 18 et les sommes lignes-colonnes égales à 81, les deux diagonales ont aussi pour somme 81, et ce carré est par conséquent pleinement magique :

01/19 = 0, 0 5 2 6 3 1 5 7 8 9 4 7 3 6 8 4 2 1…

02/19 = 0, 1 0 5 2 6 3 1 5 7 8 9 4 7 3 6 8 4 2…

03/19 = 0, 1 5 7 8 9 4 7 3 6 8 4 2 1 0 5 2 6 3…

04/19 = 0, 2 1 0 5 2 6 3 1 5 7 8 9 4 7 3 6 8 4…

05/19 = 0, 2 6 3 1 5 7 8 9 4 7 3 6 8 4 2 1 0 5…

06/19 = 0, 3 1 5 7 8 9 4 7 3 6 8 4 2 1 0 5 2 6…

07/19 = 0, 3 6 8 4 2 1 0 5 2 6 3 1 5 7 8 9 4 7…

08/19 = 0, 4 2 1 0 5 2 6 3 1 5 7 8 9 4 7 3 6 8…

09/19 = 0, 4 7 3 6 8 4 2 1 0 5 2 6 3 1 5 7 8 9…

10/19 = 0, 5 2 6 3 1 5 7 8 9 4 7 3 6 8 4 2 1 0…

11/19 = 0, 5 7 8 9 4 7 3 6 8 4 2 1 0 5 2 6 3 1…

12/19 = 0, 6 3 1 5 7 8 9 4 7 3 6 8 4 2 1 0 5 2…

13/19 = 0, 6 8 4 2 1 0 5 2 6 3 1 5 7 8 9 4 7 3…

14/19 = 0, 7 3 6 8 4 2 1 0 5 2 6 3 1 5 7 8 9 4…

15/19 = 0, 7 8 9 4 7 3 6 8 4 2 1 0 5 2 6 3 1 5…

16/19 = 0, 8 4 2 1 0 5 2 6 3 1 5 7 8 9 4 7 3 6…

17/19 = 0, 8 9 4 7 3 6 8 4 2 1 0 5 2 6 3 1 5 7…

18/19 = 0, 9 4 7 3 6 8 4 2 1 0 5 2 6 3 1 5 7 8…

## Liste des premiers nombres donnant un carré magique d'inverses
Les carrés magiques d'inverses peuvent être obtenus en base 10 ou dans d'autres bases. La table suivante liste certains d'entre eux, donnant le nombre premier, la base, et le total magique (dérivé à partir de la formule : base-1 x nombre premier-1 / 2) :
| Nombre premier | Base  | Total   |
| -------------- | ----- | ------- |
| 19             | 10    | 81      |
| 53             | 12    | 286     |
| 53             | 34    | 858     |
| 59             | 2     | 29      |
| 67             | 2     | 33      |
| 83             | 2     | 41      |
| 89             | 19    | 792     |
| 167            | 68    | 5 561   |
| 199            | 41    | 3 960   |
| 199            | 150   | 14 751  |
| 211            | 2     | 105     |
| 223            | 3     | 222     |
| 293            | 147   | 21 316  |
| 307            | 5     | 612     |
| 383            | 10    | 1 719   |
| 389            | 360   | 69 646  |
| 397            | 5     | 792     |
| 421            | 338   | 70 770  |
| 487            | 6     | 1 215   |
| 503            | 420   | 105 169 |
| 587            | 368   | 107 531 |
| 593            | 3     | 592     |
| 631            | 87    | 27 090  |
| 677            | 407   | 137 228 |
| 757            | 759   | 286 524 |
| 787            | 13    | 4 716   |
| 811            | 3     | 810     |
| 977            | 1 222 | 595 848 |
| 1 033          | 11    | 5 160   |
| 1 187          | 135   | 79 462  |
| 1 307          | 5     | 2 612   |
| 1 499          | 11    | 7 490   |
| 1 877          | 19    | 16 884  |
| 1 933          | 146   | 140 070 |
| 2 011          | 26    | 25 125  |
| 2 027          | 2     | 1 013   |
| 2 141          | 63    | 66 340  |
| 2 539          | 2     | 1 269   |
| 3 187          | 97    | 152 928 |
| 3 373          | 11    | 16 860  |
| 3 659          | 126   | 228 625 |
| 3 947          | 35    | 67 082  |
| 4 261          | 2     | 2 130   |
| 4 813          | 2     | 2 406   |
| 5 647          | 75    | 208 902 |
| 6 113          | 3     | 6 112   |
| 6 277          | 2     | 3 138   |
| 7 283          | 2     | 3 641   |
| 8 387          | 2     | 4 193   |